# Elijah Cummings
Elijah Eugene Cummings (ur. 18 stycznia 1951 w Baltimore, zm. 17 października 2019 tamże) – amerykański polityk, członek Partii Demokratycznej. Od 1996 roku był przedstawicielem siódmego okręgu wyborczego w Maryland w Izbie Reprezentantów Stanów Zjednoczonych.